# Edvard Kokšarov
Edvard Aleksandrovič Kokšarov (rusko Эдуард Александрович Кокшаров), ruski rokometaš, * 4. november 1975.
Leta 2004 je na poletnih olimpijskih igrah v Atenah v sestavi ruske reprezentance osvojil bronasto olimpijsko medaljo.